# Coenosia obscuricula
Coenosia obscuricula är en tvåvingeart som först beskrevs av Camillo Rondani 1871.  Coenosia obscuricula ingår i släktet Coenosia och familjen husflugor. Inga underarter finns listade i Catalogue of Life.